# Samuil Isopescu

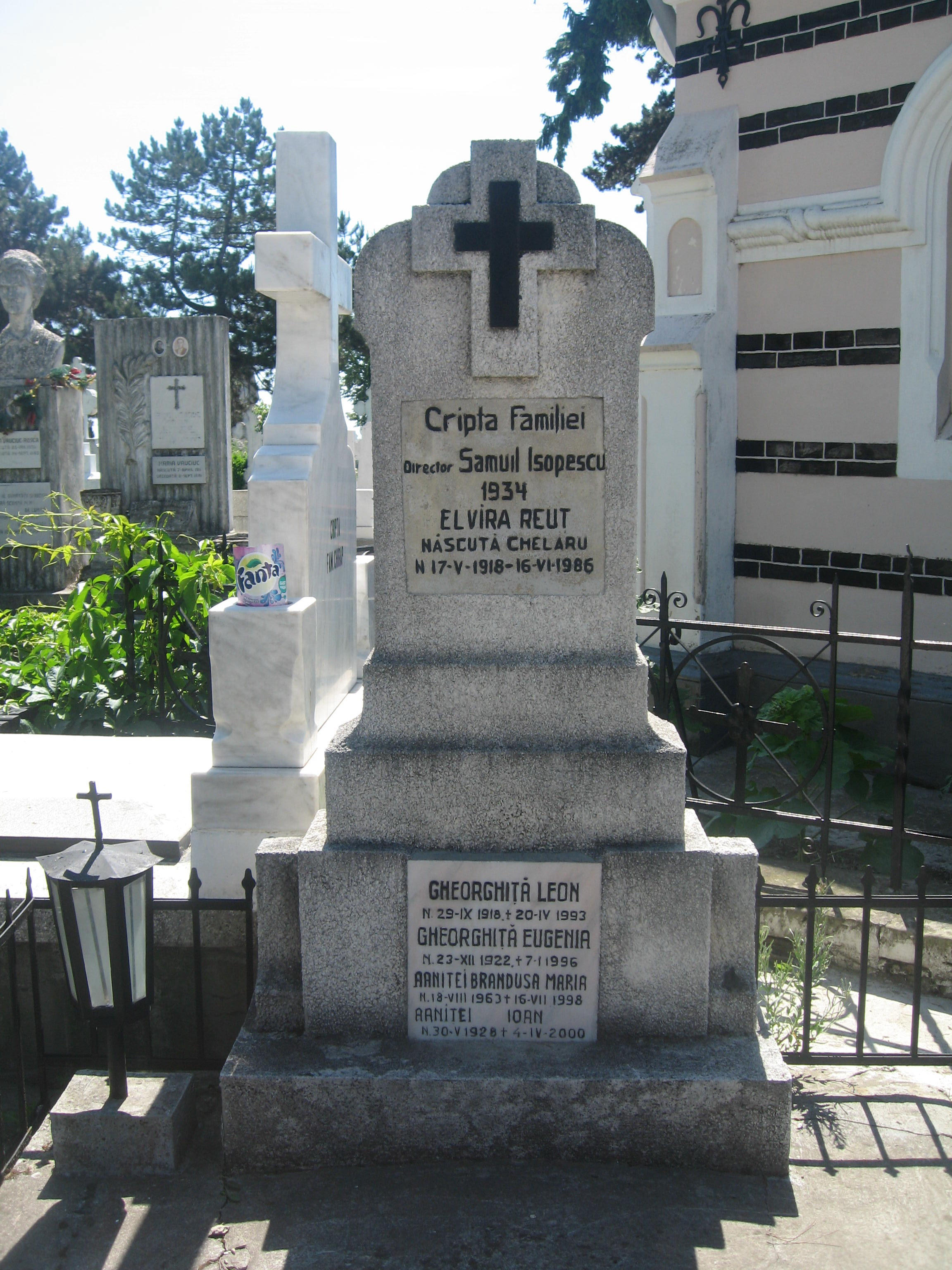
Mormântul profesorului Samuil Isopescu în Cimitirul Pacea din Suceava.

Samuil (Samoil) Isopescu, ortografiat și Samuil Isopescul (n. 27 noiembrie/9 decembrie 1842, satul Costișa, comuna Frătăuții Noi, Bucovina – d. 19 martie 1914, Hulubești, Dâmbovița) a fost un cărturar român, profesor de istorie și geografie la Gimnaziul din Suceava, tatăl teologului orientalist Silvestru Octavian Isopescul.

## Biografie
Samuil Isopescu s-a născut într-o familie de țărani. A urmat studii la școala din satul natal, la Gimnaziul din Suceava și la Liceul din Cernăuți. A urmat apoi cursurile Facultății de Științe Umaniste din cadrul Universității din Viena (1868-1872), avându-i colegi pe Teodor Ștefanelli, Vasile Bumbac, Ștefan Ștefureac, Mihai Eminescu și alții. În toamna anului 1870 a locuit împreună cu Eminescu și cu Iancu Cocinski într-o odaie de la mansarda clădirii de pe str. Dianagasse nr. 3 din Viena. Isopescu pretindea totuși că ar fi locuit împreună cu Eminescu din toamna anului 1871 până în mai 1872 într-o cameră de la etajul 2 al clădirii de pe str. Adamgasse nr.5, la o bătrână doamnă.
După absolvirea studiilor universitare, a predat istoria și geografia la Gimnaziul Superior din Suceava timp de 32 ani (1872-1904). În această perioadă, profesorul Isopescu a contribuit la promovarea învățământului românesc din Suceava, dar și din întreaga Bucovină, în timpul dominației austriece. Principala sa lucrare a fost "Manualul de istorie universală pentru clasele inferioare de școale secundare", editat în trei volume: "Epoca veche" (1899), "Epoca medie" (1900) și "Epoca nouă sau modernă" (1901), publicat în două ediții succesive și folosit timp de peste un deceniu în învățământul gimnazial.
De asemenea, a scris articole în ziarul "Albina" și a tradus din limba germană texte din domeniul știintelor economice și literaturii didactice. Printre aceste traduceri sunt de menționat "Manualul de aritmetică pentru gimnaziu" al prof. dr. Fr. Mocnik și "Manualul de geografie comparată pentru clasele inferioare și mijlocii de gimnaziu", vol. I și II (1882 și 1887). El a scris texte care au fost incluse în cărțile de citire ale învățătorului Ștefan Ștefureac, pentru clasele I-a (în 1898), a II-a (în 1886), a IV-a (în 1895).

## Cinstirea memoriei sale
În prezent, o stradă din municipiul Suceava poartă numele profesorului Samoil Isopescu.
În anul 1999, Grupul Școlar Electrotehnic din Suceava a primit numele de "Samuil Isopescul". Din 2006, această instituție de învățământ mediu poartă denumirea de Colegiul Tehnic "Samuil Isopescu".
La 19 martie 2004, s-au desfășurat în satul Costișa o serie de manifestări dedicate cărturarului Samuil Isopescu, organizate de Societatea pentru Cultură și Literatură Română în Bucovina și școala generală din sat. Aceste manifestări au comemorat împlinirea a 90 de ani de la trecerea în neființă a profesorului Samuil Isopescu. Cu acest prilej, școala din sat a primit numele cărturarului, fiind sfințită și o placă memorială dezvelită în memoria cărturarului de un sobor de preoți în frunte cu PS Gherasim Putneanul, episcop-vicar al Arhiepiscopiei Sucevei și Rădăuților.